# Isoproturon
Isoproturon (også kaldet  IPU, Isoprofuron, Izoproturon, Ipuron eller Panron) er et pesticid af typen herbicid, også kaldet urea-herbicid. 
Kemisk er IPU et substitueret phenylurinstof med den kemiske formel 3-(4-isopropylphenyl)-1,1-dimethyl urinstof eller N,N-dimethyl-N'-[4-(1-methylethyl)phenyl] urinstof eller 3-p-cumenyl-1,1-dimethylurinstof. IPU er et af de mest brugte bekæmpelsesmidler i Europa og er hovedkilden til forureningen af overfladevand og grundvand i landbrugsområder i Europa.
IPU anses for at være giftigt og kræftfremkaldende og er derfor ikke godkendt i Danmark. 
Salg, anvendelse og opbevaring af midlet er forbudt i Danmark.
Officielt er IPU ikke solgt i Danmark siden 2000.
På trods af at IPU ikke er godkendt i Danmark, har Politiken og Danmarks Radio i Juni 2012 konstateret at import, handel og brug af IPU stadig foregår.